# Hội đồng Bộ trưởng Liên Xô 1954–1958
Hội đồng Bộ trưởng Liên Xô giai đoạn 1954-1958 hay còn được gọi Hội đồng Bộ trưởng Xô Viết Tối cao Liên Xô khóa IV. Hội đồng được Xô Viết Tối cao Liên Xô phê chuẩn ngày 27/4/1954.
Trong giai đoạn này Hội đồng Bộ trưởng trở thành cơ quan tranh giành quyền lực giữa các nhóm chính trị trong Đảng, điển hình giữa Bí thư thứ nhất Khrushchev và Chủ tịch Hội đồng Bộ trưởng Malenkov.
Hội đồng Bộ trưởng khóa IV kết thúc nhiệm kỳ ngày 31/3/1958 sau khi Xô Viết Tối cao khóa V bầu được Hội đồng Bộ trưởng mới.

## Hoạt động
Sau khi quyền lực trong Đảng được chia sẻ, Khrushchev là Bí thư thứ nhất Đảng Cộng sản Liên Xô nhưng quyền lực trong Đảng không được tuyệt đối. Một số bộ phận trong Đảng vẫn tiếp tục ủng hộ Malenkov trong vai trò quản lý. Điều này khiến Khrushchev và Malenkov chia rẽ.
Vào đầu năm 1955, do vai trò điều hành yếu kém trong hoạt động của Hội đồng trưởng, đồng thời các cải cách không hiệu quả, Malenkov buộc phải từ chức Chủ tịch Hội đồng Bộ trưởng, làm Phó Chủ tịch Hội đồng Bộ trưởng kiêm Bộ trưởng Bộ Năng lượng. Bulganin được bổ nhiệm làm Chủ tịch. Về mặt lý thuyết Bulganin là người đứng đầu Hội đồng Bộ trưởng nhưng Malenkov vẫn bí mật điều hành, nằm quyền lực tối cao.
Tại Đại hội lần thứ XX Đảng cộng sản Liên Xô, Khrushchev đã chỉ trích về sự sùng bái cá nhân của Stalin. Bước đầu phát động cuộc chiến ngầm trong Đảng. Đồng thời Khrushchev lợi dụng vào danh tiếng cũng như quyền lực của Nguyên soái Zhukov triệt hạ các nhóm chống đối mình.
Tại Hội nghị lần thứ 6 Ủy ban Trung ương vào năm 1957, Khrushchev giành được chiến thắng trước kẻ thù của mình trong số các thành viên của Bộ Chính trị. Nhóm chống Đảng của Molotov, Malenkov, Kaganovich bị lên án.
Bốn tháng sau đó, vào tháng 10/1957, theo đề xuất của Khrushchev, nguyên soai Zhukov, người đã ủng hộ ông, đã gạt Zhukov ra khỏi Ban Chấp hành Trung ương Đảng và miễn nhiệm chức vụ Bộ trưởng Bộ Quốc phòng Liên Xô.
Đầu năm 1958, trong sự hình thành của chính phủ do Xô Viết Tối cao triệu tập, Bulganin không được tái bổ nhiệm vào chức vụ Chủ tịch Hội đồng Bộ trưởng Liên Xô. Thay vì điều đó, theo gợi ý của Kliment Voroshilov, chức vụ sẽ do Khrushchev đảm nhiệm.

## Thành tựu
Trong giai đoạn này, Hội đồng Bộ trưởng tiến hành kế hoạch phát triển kinh tế Kế hoạch 5 năm lần thứ 5, và kế hoạch 5 năm lần thứ 6. Trong giai đoạn này, thu nhập quốc dân tăng hơn 1,5 lần, sản lượng công nghiệp tăng 64%, nông nghiệp tăng 32%, đầu tư vốn tăng hơn hai lần.
Các nhà máy thủy điện được xây dựng hoàn thành như Gorkovskaya, Irkutsk, Kairakkum, Kakhovskaya, Kuibyshev và Volgograd;
Sự kiện quan trọng nhất là, ngày 4 tháng 10 năm 1957 đã phóng vệ tinh nhân tạo đầu tiên trên thế giới.
Các vùng đất bỏ hoang tại các khu vực ở Kazakhstan, Trans-Urals và Tây Siberia được khai thác. Tiến hành xây dựng Nhà máy Khai thác và Chế biến Khoáng sản Gaisky tại Orenburg.

## Thành viên
| - Ủy viên Bộ Chính trị - Bí thư Trung ương Đảng - Ủy viên Dự khuyết Bộ Chính trị | - Ủy viên Trung ương Đảng - Ủy viên Dự khuyết Trung ương Đảng |

### Chủ tịch Hội đồng Bộ trưởng
| STT | Tên                          | Chức vụ | Chức vụ                             | Nhiệm kỳ      | Ghi chú khác |
| --- | ---------------------------- | ------- | ----------------------------------- | ------------- | ------------ |
| 1   | Georgy Malenkov (1902-1988)  |         | Chủ tịch Hội đồng Bộ trưởng Liên Xô | 3/1954-2/1955 |              |
| 2   | Nikolai Bulganin (1895-1975) |         | Chủ tịch Hội đồng Bộ trưởng Liên Xô | 2/1955-3/1958 |              |

### Phó Chủ tịch thứ nhất
| STT | Tên                            | Chức vụ | Chức vụ                                          | Nhiệm kỳ      | Ghi chú khác                       |
| --- | ------------------------------ | ------- | ------------------------------------------------ | ------------- | ---------------------------------- |
| 1   | Nikolai Bulganin (1895-1975)   |         | Phó Chủ tịch thứ nhất Hội đồng Bộ trưởng Liên Xô | 3/1954-2/1955 | Trở thành Chù tịch                 |
| 2   | Lazar Kaganovich (1893-1991)   |         | Phó Chủ tịch thứ nhất Hội đồng Bộ trưởng Liên Xô | 3/1954-6/1957 | Bãi nhiệm do thuộc nhóm chống Đảng |
| 3   | Vyacheslav Molotov (1890-1986) |         | Phó Chủ tịch thứ nhất Hội đồng Bộ trưởng Liên Xô | 3/1954-6/1957 | Bãi nhiệm do thuộc nhóm chống Đảng |
| 4   | Mikhail Pervukhin (1904–1978)  |         | Phó Chủ tịch thứ nhất Hội đồng Bộ trưởng Liên Xô | 2/1955-7/1957 | Bãi nhiệm do thuộc nhóm chống Đảng |
| 5   | Maksim Saburov (1900-1977)     |         | Phó Chủ tịch thứ nhất Hội đồng Bộ trưởng Liên Xô | 2/1955-7/1957 | Bãi nhiệm do thuộc nhóm chống Đảng |
| 6   | Anastas Mikoyan (1895-1978)    |         | Phó Chủ tịch thứ nhất Hội đồng Bộ trưởng Liên Xô | 2/1955-3/1958 |                                    |
| 7   | Joseph Kuzmin (1910-1996)      |         | Phó Chủ tịch thứ nhất Hội đồng Bộ trưởng Liên Xô | 5/1957-3/1958 |                                    |

### Phó Chủ tịch Hội đồng
| STT | Tên                             | Chức vụ | Chức vụ                                 | Nhiệm kỳ                     | Ghi chú khác                       |
| --- | ------------------------------- | ------- | --------------------------------------- | ---------------------------- | ---------------------------------- |
| 1   | Anastas Mikoyan (1895-1978)     |         | Phó Chủ tịch Hội đồng Bộ trưởng Liên Xô | 3/1954-2/1955                | Trở thành Phó Chủ tịch thứ nhất    |
| 2   | Mikhail Pervukhin (1904–1978)   |         | Phó Chủ tịch Hội đồng Bộ trưởng Liên Xô | 3/1954-2/1955                | Trở thành Phó Chủ tịch thứ nhất    |
| 3   | Maxim Saburov (1900-1977)       |         | Phó Chủ tịch Hội đồng Bộ trưởng Liên Xô | 3/1954-2/1955                | Trở thành Phó Chủ tịch thứ nhất    |
| 4   | Georgy Malenkov (1902-1988)     |         | Phó Chủ tịch Hội đồng Bộ trưởng Liên Xô | 2/1955-6/1957                | Bãi nhiệm do thuộc nhóm chống Đảng |
| 5   | Alexei Kosygin (1904-1980)      |         | Phó Chủ tịch Hội đồng Bộ trưởng Liên Xô | 3/1954-12/1956 7/1957-3/1958 |                                    |
| 6   | Vyacheslav Malyshev (1902-1957) |         | Phó Chủ tịch Hội đồng Bộ trưởng Liên Xô | 3/1954-12/1956               |                                    |
| 7   | Ivan Tevosian (1902-1958)       |         | Phó Chủ tịch Hội đồng Bộ trưởng Liên Xô | 3/1954-12/1956               |                                    |
| 8   | Avraami Zavenyagin (1901-1956)  |         | Phó Chủ tịch Hội đồng Bộ trưởng Liên Xô | 2/1955-12/1956               | Mất khi đang tại nhiệm             |
| 9   | Vladimir Kucherenko (1909—1963) |         | Phó Chủ tịch Hội đồng Bộ trưởng Liên Xô | 2/1955-12/1956               |                                    |
| 10  | Pavel Lobanov (1902—1984)       |         | Phó Chủ tịch Hội đồng Bộ trưởng Liên Xô | 2/1955-4/1956                |                                    |
| 11  | Vladimir Matskevich (1909-1998) |         | Phó Chủ tịch Hội đồng Bộ trưởng Liên Xô | 4/1956-12/1956               |                                    |
| 12  | Dmitriy Ustinov (1908—1984)     |         | Phó Chủ tịch Hội đồng Bộ trưởng Liên Xô | 12/1957-3/1958               |                                    |
| 13  | Mikhail Khrunichev (1901-1961)  |         | Phó Chủ tịch Hội đồng Bộ trưởng Liên Xô | 2/1955-12/1956               |                                    |

### Quản lý nội vụ
| STT | Tên                         | Chức vụ | Chức vụ                                   | Nhiệm kỳ      | Ghi chú khác |
| --- | --------------------------- | ------- | ----------------------------------------- | ------------- | ------------ |
| 1   | Anatoly Korobov (1907-1967) |         | Quản lý Nội vụ Hội đồng Bộ trưởng Liên Xô | 6/1954-3/1958 |              |

### Chính phủ
| STT | Chức vụ                                                               | Tên                                                           | Nhiệm kỳ                      | Nhiệm kỳ                      | Ghi chú khác                               |
| --- | --------------------------------------------------------------------- | ------------------------------------------------------------- | ----------------------------- | ----------------------------- | ------------------------------------------ |
| 1   | Bộ trưởng Bộ Ngoại giao                                               | Vyacheslav Molotov (1890-1986)                                |                               | 3/1954-6/1956                 | Kiêm nhiệm Phó Chủ tịch thứ nhất           |
| 2   | Bộ trưởng Bộ Ngoại giao                                               | Dmitri Shepilov (1905-1995)                                   |                               | 6/1956-2/1957                 |                                            |
| 3   | Bộ trưởng Bộ Ngoại giao                                               | Andrei Gromyko (1909-1989)                                    |                               | 2/1957-3/1958                 |                                            |
| 1   | Bộ trưởng Bộ Quốc phòng                                               | Nikolai Bulganin (1895-1975)                                  |                               | 3/1954-2/1955                 | Kiêm nhiệm Phó Chủ tịch thứ nhất           |
| 2   | Bộ trưởng Bộ Quốc phòng                                               | Georgiy Zhukov (1896-1974)                                    |                               | 2/1955-10/1957                |                                            |
| 3   | Bộ trưởng Bộ Quốc phòng                                               | Rodion Malinovsky (1898-1967)                                 |                               | 10/1957-3/1958                |                                            |
| 1   | Bộ trưởng Bộ Nội vụ                                                   | Sergey Kruglov (1907-1977)                                    |                               | 3/1954-1/1956                 |                                            |
| 2   | Bộ trưởng Bộ Nội vụ                                                   | Nikolay Dudorov (1906-1977)                                   |                               | 1/1956-3/1958                 |                                            |
| 1   | Bộ trưởng Bộ Thương mại                                               | Anastas Mikoyan (1895-1978)                                   |                               | 3/1954-1/1955                 | Kiêm nhiệm Phó Chủ tịch                    |
| 2   | Bộ trưởng Bộ Thương mại                                               | Dmitriy Pavlov (1905-1991)                                    |                               | 1/1956-3/1958                 |                                            |
| 1   | Bộ trưởng Bộ Cơ khí hạng trung                                        | Vyacheslav Malyshev (1902-1957)                               |                               | 3/1954-2/1955                 | Kiêm nhiệm Phó Chủ tịch                    |
| 2   | Bộ trưởng Bộ Cơ khí hạng trung                                        | Avraamiy Zavenyagin (1901-1956)                               |                               | 2/1955-12/1956                | Kiêm nhiệm Phó Chủ tịch                    |
| -   | Bộ trưởng Bộ Cơ khí hạng trung                                        | Bộ bị bãi bỏ 12/1956-4/1957                                   | Bộ bị bãi bỏ 12/1956-4/1957   | Bộ bị bãi bỏ 12/1956-4/1957   | Bộ bị bãi bỏ 12/1956-4/1957                |
| 3   | Bộ trưởng Bộ Cơ khí hạng trung                                        | Mihail Pervuhin (1904-1978)                                   |                               | 4/1957-7/1957                 | kiêm nhiệm Phó Chủ tịch thứ nhất           |
| 4   | Bộ trưởng Bộ Cơ khí hạng trung                                        | Efim Slavsky (1898-1991)                                      |                               | 7/1957-3/1958                 |                                            |
| 1   | Bộ trưởng Bộ Ngoại thương                                             | Ivan Kabanov (1898-1972)                                      |                               | 3/1954-3/1958                 |                                            |
| 1   | Bộ trưởng Bộ Công nghiệp Hàng không                                   | Pyotr Dementev (1907-1977)                                    |                               | 3/1954-12/1957                | Từ 1956 trở thành Ủy viên Trung ương Đảng  |
|     | Bộ trưởng Bộ Công nghiệp Hàng không                                   | Bộ đổi tên thành Ủy ban Nhà nước về Công nghiệp Hàng không    |                               |                               |                                            |
| 1   | Bộ trưởng Bộ Kiểm soát Nhà nước                                       | Vasiliy Zhavoronkov (1906-1987)                               |                               | 3/1954-11/1956                |                                            |
| 2   | Bộ trưởng Bộ Kiểm soát Nhà nước                                       | Vyacheslav Molotov (1890-1986)                                |                               | 11/1956-6/1957                | kiêm Phó Chủ tịch thứ nhất                 |
|     | Bộ trưởng Bộ Kiểm soát Nhà nước                                       | Bộ đổi tên thành Ủy ban Kiểm soát Nhà nước Hội đồng Bộ trưởng |                               |                               |                                            |
| 1   | Bộ trưởng Bộ Y tế                                                     | Mariya Kovrigina (1910-1995)                                  |                               | 3/1954-3/1958                 |                                            |
| 1   | Bộ trưởng Bộ Dự trữ                                                   | Leonid Korniets (1901-1969)                                   |                               | 3/1954-5/1956                 |                                            |
|     | Bộ trưởng Bộ Dự trữ                                                   | Bộ đổi tên Bộ Ngũ cốc                                         |                               |                               |                                            |
| 1   | Bộ trưởng Bộ Ngũ cốc                                                  | Leonid Korniets (1901-1969)                                   |                               | 5/1956-3/1958                 |                                            |
| 1   | Bộ trưởng Bộ Giao thông đường bộ và cao tốc                           | Ivan Likhachev (1896-1956)                                    |                               | 3/1954-5/1956                 |                                            |
| -   | Bộ trưởng Bộ Giao thông đường bộ và cao tốc                           | Bộ bị bãi bỏ                                                  | Bộ bị bãi bỏ                  | Bộ bị bãi bỏ                  | Bộ bị bãi bỏ                               |
| 1   | Bộ trưởng Bộ Đường sắt                                                | Boris Beshchev (1903-1981)                                    |                               | 3/1954-3/1958                 |                                            |
| 1   | Bộ trưởng Bộ Nông nghiệp                                              | Ivan Benediktov (1902-1983)                                   |                               | 3/1954-3/1955                 |                                            |
| 2   | Bộ trưởng Bộ Nông nghiệp                                              | Vladimir Matskevich (1909-1998)                               |                               | 3/1955-3/1958                 | kiêm nhiệm Phó Chủ tịch                    |
| 1   | Bộ trưởng Bộ Nông trại Quốc doanh                                     | Alexey Kozlov (1911-1982)                                     |                               | 3/1954-3/1955                 | xin rút khỏi Trung ương Đảng năm 1955      |
| 2   | Bộ trưởng Bộ Nông trại Quốc doanh                                     | Ivan Benediktov (1902-1983)                                   |                               | 3/1955-5/1957                 |                                            |
| -   | Bộ trưởng Bộ Nông trại Quốc doanh                                     | Bộ bị bãi bỏ                                                  | Bộ bị bãi bỏ                  | Bộ bị bãi bỏ                  | Bộ bị bãi bỏ                               |
| 1   | Bộ trưởng Bộ Giáo dục Đại học                                         | Vyacheslav Elyutin (1907-1993)                                |                               | 3/1954-3/1958                 |                                            |
| 1   | Bộ trưởng Bộ Địa chất và bảo vệ lòng đất                              | Peter Antropov (1905-1979)                                    |                               | 3/1954-3/1958                 |                                            |
| 1   | Bộ trưởng Bộ Văn hóa                                                  | Georgiy Aleksandrov (1908-1961)                               |                               | 3/1954-3/1955                 | miễn nhiệm do liên quan đến bê bối cá nhân |
| 2   | Bộ trưởng Bộ Văn hóa                                                  | Nikolay Mikhailov (1906-1982)                                 |                               | 3/1955-3/1958                 |                                            |
| 1   | Bộ trưởng Bộ Thủy sản                                                 | Alexander Ishkov (1905-1988)                                  |                               | 3/1954-5/1957                 |                                            |
| -   | Bộ trưởng Bộ Thủy sản                                                 | Bộ bị bãi bỏ                                                  | Bộ bị bãi bỏ                  | Bộ bị bãi bỏ                  | Bộ bị bãi bỏ                               |
| 1   | Bộ trưởng Bộ Tài chính                                                | Arseny Zverev (1900-1969)                                     |                               | 3/1954-5/1958                 |                                            |
| 1   | Bộ trưởng Bộ Tư pháp                                                  | Konstantin Gorshenin (1907-1978)                              |                               | 3/1954-5/1956                 |                                            |
| -   | Bộ trưởng Bộ Tư pháp                                                  | Bộ bị bãi bỏ                                                  | Bộ bị bãi bỏ                  | Bộ bị bãi bỏ                  | Bộ bị bãi bỏ                               |
| 1   | Bộ trưởng Bộ Năng lượng                                               | Aleksei Pavlenko (1904-1984)                                  |                               | 3/1954-2/1955                 |                                            |
| 2   | Bộ trưởng Bộ Năng lượng                                               | Georgiy Malenkov (1901-1988)                                  |                               | 2/1955-6/1957                 | kiêm nhiệm Phó Chủ tịch                    |
| 1   | Bộ trưởng Bộ Năng lượng                                               | Aleksei Pavlenko (1904-1984)                                  |                               | 6/1957-3/1958                 |                                            |
| 1   | Bộ trưởng Bộ Kỹ thuật Điện năng                                       | Ivan Skidanenko (1898-1985)                                   |                               | 4/1954-5/1957                 |                                            |
| -   | Bộ trưởng Bộ Kỹ thuật Điện năng                                       | Bộ bị bãi bỏ                                                  | Bộ bị bãi bỏ                  | Bộ bị bãi bỏ                  | Bộ bị bãi bỏ                               |
| 1   | Bộ trưởng Bộ Vận tải Hàng hải và Đường sông                           | Zosima Shashkov (1905-1984)                                   |                               | 3/1954-8/1954                 |                                            |
| -   | Bộ trưởng Bộ Vận tải Hàng hải và Đường sông                           | Bộ bị bãi bỏ                                                  | Bộ bị bãi bỏ                  | Bộ bị bãi bỏ                  | Bộ bị bãi bỏ                               |
| 1   | Bộ trưởng Bộ Vận tải Đường sông                                       | Zosima Shashkov (1905-1984)                                   |                               | 8/1954-5/1956                 |                                            |
| -   | Bộ trưởng Bộ Vận tải Đường sông                                       | Bộ bị bãi bỏ                                                  | Bộ bị bãi bỏ                  | Bộ bị bãi bỏ                  | Bộ bị bãi bỏ                               |
| 1   | Bộ trưởng Bộ Hàng hải                                                 | Viktor Bakaev (1902-1987)                                     |                               | 8/1954-3/1958                 |                                            |
| 1   | Bộ trưởng Bộ Thông tin                                                | Nikolai Psurtsev (1900-1980)                                  |                               | 3/1954-3/1958                 |                                            |
| 1   | Bộ trưởng Bộ Xây dựng                                                 | Nikolai Dygai (1908-1963)                                     |                               | 3/1954-9/1957                 |                                            |
| -   | Bộ trưởng Bộ Xây dựng                                                 | Bộ bị bãi bỏ                                                  | Bộ bị bãi bỏ                  | Bộ bị bãi bỏ                  | Bộ bị bãi bỏ                               |
| 1   | Bộ trưởng Bộ Công nghệ Giao thông                                     | Sergey Stepanov (1903-1976)                                   |                               | 4/1954-5/1957                 |                                            |
| -   | Bộ trưởng Bộ Công nghệ Giao thông                                     | Bộ bị bãi bỏ                                                  | Bộ bị bãi bỏ                  | Bộ bị bãi bỏ                  | Bộ bị bãi bỏ                               |
| 1   | Bộ trưởng Bộ Công nghiệp chế biến gỗ và giấy                          | Fedor Varaksin (1908-1975)                                    |                               | 4/1954-5/1957                 |                                            |
| -   | Bộ trưởng Bộ Công nghiệp chế biến gỗ và giấy                          | Bộ bị bãi bỏ                                                  | Bộ bị bãi bỏ                  | Bộ bị bãi bỏ                  | Bộ bị bãi bỏ                               |
| 1   | Bộ trưởng Bộ Lâm nghiệp                                               | Georgiy Orlov (1903-1991)                                     |                               | 4/1954-5/1957                 |                                            |
| -   | Bộ trưởng Bộ Lâm nghiệp                                               | Bộ bị bãi bỏ                                                  | Bộ bị bãi bỏ                  | Bộ bị bãi bỏ                  | Bộ bị bãi bỏ                               |
| 1   | Bộ trưởng Bộ Công thương                                              | Pyotr Parshin (1899-1970)                                     |                               | 4/1954-1/1956                 |                                            |
| -   | Bộ trưởng Bộ Công thương                                              | Bộ bị bãi bỏ                                                  | Bộ bị bãi bỏ                  | Bộ bị bãi bỏ                  | Bộ bị bãi bỏ                               |
| 1   | Bộ trưởng Bộ Công nghiệp Dầu khí                                      | Nikolai Baibakov (1911-2008)                                  |                               | 3/1954-5/1955                 |                                            |
| 2   | Bộ trưởng Bộ Công nghiệp Dầu khí                                      | Michael Evseenko (1908-1985)                                  |                               | 5/1955-5/1957                 | Ủy viên Trung ương từ 1956                 |
| -   | Bộ trưởng Bộ Công nghiệp Dầu khí                                      | Bộ bị bãi bỏ                                                  | Bộ bị bãi bỏ                  | Bộ bị bãi bỏ                  | Bộ bị bãi bỏ                               |
| 1   | Bộ trưởng Bộ Công nghiệp Thịt và các sản phẩm về sữa                  | Sergei Antonov (1911-1987)                                    |                               | 4/1954-5/1957                 |                                            |
| -   | Bộ trưởng Bộ Công nghiệp Thịt và các sản phẩm về sữa                  | Bộ bị bãi bỏ                                                  | Bộ bị bãi bỏ                  | Bộ bị bãi bỏ                  | Bộ bị bãi bỏ                               |
| 1   | Bộ trưởng Bộ Công nghiệp Thực phẩm                                    | Vasiliy Zotov (1899-1977)                                     |                               | 4/1954-5/1957                 |                                            |
| -   | Bộ trưởng Bộ Công nghiệp Thực phẩm                                    | Bộ bị bãi bỏ                                                  | Bộ bị bãi bỏ                  | Bộ bị bãi bỏ                  | Bộ bị bãi bỏ                               |
| 1   | Bộ trưởng Bộ Công nghiệp Vật liệu Xây dựng                            | Pavel Yudin (1902- 1956)                                      |                               | 3/1954-4/1956                 | mất khi đang tại nhiệm                     |
| 2   | Bộ trưởng Bộ Công nghiệp Vật liệu Xây dựng                            | Lazar Kaganovich (1893-1991)                                  |                               | 4/1956-5/1957                 | Phó Chủ tịch thứ nhất kiêm nhiệm           |
| 1   | Bộ trưởng Bộ Công nghiệp về hàng tiêu dùng                            | Nikita Ryzhov (1907-1996)                                     |                               | 3/1954-9/1955                 |                                            |
| -   | Bộ trưởng Bộ Công nghiệp về hàng tiêu dùng                            | Bộ bị bãi bỏ                                                  | Bộ bị bãi bỏ                  | Bộ bị bãi bỏ                  | Bộ bị bãi bỏ                               |
| 1   | Bộ trưởng Bộ Công nghiệp Dệt may                                      | Nikita Ryzhov (1907-1996)                                     |                               | 9/1955-5/1956                 |                                            |
| -   | Bộ trưởng Bộ Công nghiệp Dệt may                                      | Bộ bị bãi bỏ                                                  | Bộ bị bãi bỏ                  | Bộ bị bãi bỏ                  | Bộ bị bãi bỏ                               |
| 1   | Bộ trưởng Bộ Công nghiệp nhẹ                                          | Nikolai Peacekeeper (1903-1990)                               |                               | 9/1955-5/1956                 |                                            |
| 2   | Bộ trưởng Bộ Công nghiệp nhẹ                                          | Nikita Ryzhov (1907-1996)                                     |                               | 5/1956-2/1957                 |                                            |
| -   | Bộ trưởng Bộ Công nghiệp nhẹ                                          | Bộ bị bãi bỏ                                                  | Bộ bị bãi bỏ                  | Bộ bị bãi bỏ                  | Bộ bị bãi bỏ                               |
| 1   | Bộ trưởng Bộ Công nghiệp Kỹ thuật Phát thanh                          | Valery Kalmykov (1908-1974)                                   |                               | 3/1954-12/1957                | Ủy viên Dự khuyết từ 1956                  |
| -   | Bộ trưởng Bộ Công nghiệp Kỹ thuật Phát thanh                          | Bộ bị bãi bỏ                                                  | Bộ bị bãi bỏ                  | Bộ bị bãi bỏ                  | Bộ bị bãi bỏ                               |
| 1   | Bộ trưởng Bộ Máy Công cụ và Công nghiệp Công cụ                       | Anatoliy Kostousov (1906-1985)                                |                               | 4/1954-5/1957                 |                                            |
| -   | Bộ trưởng Bộ Máy Công cụ và Công nghiệp Công cụ                       | Bộ bị bãi bỏ                                                  | Bộ bị bãi bỏ                  | Bộ bị bãi bỏ                  | Bộ bị bãi bỏ                               |
| 1   | Bộ trưởng Bộ Xây dựng và Cơ giới Đường bộ                             | Yefim Novoselov (1906-1990)                                   |                               | 4/1954-5/1957                 |                                            |
| -   | Bộ trưởng Bộ Xây dựng và Cơ giới Đường bộ                             | Bộ bị bãi bỏ                                                  | Bộ bị bãi bỏ                  | Bộ bị bãi bỏ                  | Bộ bị bãi bỏ                               |
| 1   | Bộ trưởng Bộ Xây dựng Công nghiệp Luyện kim và Hoá học                | David Raiser (1904-1962)                                      |                               | 4/1954-5/1957                 |                                            |
| -   | Bộ trưởng Bộ Xây dựng Công nghiệp Luyện kim và Hoá học                | Bộ bị bãi bỏ                                                  | Bộ bị bãi bỏ                  | Bộ bị bãi bỏ                  | Bộ bị bãi bỏ                               |
| 1   | Bộ trưởng Bộ Xây dựng Cơ giới hạng nặng                               | Nikolai Kazakov (1900-1970)                                   |                               | 4/1954-7/1955                 |                                            |
| 2   | Bộ trưởng Bộ Xây dựng Cơ giới hạng nặng                               | Konstantin Petukhov (1914-1981)                               |                               | 7/1955-5/1957                 |                                            |
| -   | Bộ trưởng Bộ Xây dựng Cơ giới hạng nặng                               | Bộ bị bãi bỏ                                                  | Bộ bị bãi bỏ                  | Bộ bị bãi bỏ                  | Bộ bị bãi bỏ                               |
| 1   | Bộ trưởng Bộ Công nghiệp than đá                                      | Alexander Zasyadko (1910-1963)                                |                               | 3/1954-3/1955                 |                                            |
| 2   | Bộ trưởng Bộ Công nghiệp than đá                                      | Alexander Zademidko (1908-2001)                               |                               | 3/1955-5/1957                 |                                            |
| -   | Bộ trưởng Bộ Công nghiệp than đá                                      | Bộ bị bãi bỏ                                                  | Bộ bị bãi bỏ                  | Bộ bị bãi bỏ                  | Bộ bị bãi bỏ                               |
| 1   | Bộ trưởng Bộ Công nghiệp Hóa học                                      | Sergei Tikhomirov (1905-1982)                                 |                               | 3/1954-3/1958                 | Ủy viên trung ương từ 1956                 |
| 1   | Bộ trưởng Bộ Luyện kim màu                                            | Potr Lomako (1904-1990)                                       |                               | 3/1954-5/1957                 |                                            |
| -   | Bộ trưởng Bộ Luyện kim màu                                            | Bộ bị bãi bỏ                                                  | Bộ bị bãi bỏ                  | Bộ bị bãi bỏ                  | Bộ bị bãi bỏ                               |
| 1   | Bộ trưởng Bộ Luyện kim đen                                            | Anatoliy Kuzmin (1903-1954)                                   |                               | 3/1954-10/1954                | mất khi đang tại nhiệm                     |
| 2   | Bộ trưởng Bộ Luyện kim đen                                            | Alexander Sheremetyev (1901-1985)                             |                               | 11/1954-5/1957                | Ủy viên dự khuyết trung ương từ 1956       |
| -   | Bộ trưởng Bộ Luyện kim đen                                            | Bộ bị bãi bỏ                                                  | Bộ bị bãi bỏ                  | Bộ bị bãi bỏ                  | Bộ bị bãi bỏ                               |
| 1   | Thống đốc Ngân hàng Nhà nước                                          | Vasily Popov (1903-1964)                                      |                               | 3/1954-3/1958                 |                                            |
| 1   | Bộ trưởng Bộ Công nghiệp ô tô, Máy kéo và Máy nông nghiệp của Liên Xô | Stepan Akopov (1899-1958)                                     |                               | 4/1954-7/1955                 |                                            |
| -   | Bộ trưởng Bộ Công nghiệp ô tô, Máy kéo và Máy nông nghiệp của Liên Xô | Bộ bị bãi bỏ                                                  | Bộ bị bãi bỏ                  | Bộ bị bãi bỏ                  | Bộ bị bãi bỏ                               |
| 1   | Bộ trưởng Bộ Công nghiệp ô tô                                         | Nikolai Strokin (1906-1972)                                   |                               | 7/1955-5/1957                 | Ủy viên dự khuyết trung ương từ 1956       |
| -   | Bộ trưởng Bộ Công nghiệp ô tô                                         | Bộ bị bãi bỏ                                                  | Bộ bị bãi bỏ                  | Bộ bị bãi bỏ                  | Bộ bị bãi bỏ                               |
| 1   | Bộ trưởng Bộ Ngoại thương                                             | Ivan Kabanov (1898-1971)                                      |                               | 3/1954-3/1958                 |                                            |
| 1   | Bộ trưởng Bộ Xây dựng Đô thị và Nông thôn                             | Ivan Koszul (1909-1984)                                       |                               | 8/1954-5/1957                 |                                            |
| -   | Bộ trưởng Bộ Xây dựng Đô thị và Nông thôn                             | Bộ bị bãi bỏ                                                  | Bộ bị bãi bỏ                  | Bộ bị bãi bỏ                  | Bộ bị bãi bỏ                               |
| 1   | Bộ trưởng Bộ Công nghiệp Quốc phòng                                   | Dmitry Ustinov (1908-1984)                                    |                               | 3/1954-12/1957                |                                            |
| -   | Bộ trưởng Bộ Công nghiệp Quốc phòng                                   | Bộ bị bãi bỏ                                                  | Bộ bị bãi bỏ                  | Bộ bị bãi bỏ                  | Bộ bị bãi bỏ                               |
| 1   | Bộ trưởng Bộ Công nghiệp Đóng tàu                                     | Ivan Nosenko (1902-1956)                                      |                               | 4/1954-8/1956                 | mất khi đang tại nhiệm                     |
| 2   | Bộ trưởng Bộ Công nghiệp Đóng tàu                                     | Andrei Redkin (1900-1963)                                     |                               | 8/1956-12/1957                |                                            |
| -   | Bộ trưởng Bộ Công nghiệp Đóng tàu                                     | Bộ bị bãi bỏ                                                  | Bộ bị bãi bỏ                  | Bộ bị bãi bỏ                  | Bộ bị bãi bỏ                               |
| 1   | Bộ trưởng Bộ Xây dựng Điện năng                                       | Loginov Georgievich (1900-1958)                               |                               | 4/1954-5/1957                 |                                            |
| -   | Bộ trưởng Bộ Xây dựng Điện năng                                       | Bộ sáp nhập vào Bộ Năng lượng                                 | Bộ sáp nhập vào Bộ Năng lượng | Bộ sáp nhập vào Bộ Năng lượng | Bộ sáp nhập vào Bộ Năng lượng              |
| 1   | Bộ trưởng Bộ Xây dựng Công nghiệp Than đá                             | Leonid Melnikov (1906-1981)                                   |                               | 4/1955-5/1957                 |                                            |
| -   | Bộ trưởng Bộ Xây dựng Công nghiệp Than đá                             | Bộ bị bãi bỏ                                                  | Bộ bị bãi bỏ                  | Bộ bị bãi bỏ                  | Bộ bị bãi bỏ                               |
| 1   | Bộ trưởng Bộ Xây dựng Công nghiệp Dầu mỏ                              | Michael Evseenko (1908-1985)                                  |                               | 1/1955-5/1955                 |                                            |
| 2   | Bộ trưởng Bộ Xây dựng Công nghiệp Dầu mỏ                              | Aleksey Kortunov (1907-1973)                                  |                               | 5/1955-5/1957                 |                                            |
| -   | Bộ trưởng Bộ Xây dựng Công nghiệp Dầu mỏ                              | Bộ bị bãi bỏ                                                  | Bộ bị bãi bỏ                  | Bộ bị bãi bỏ                  | Bộ bị bãi bỏ                               |
| 1   | Bộ trưởng Bộ Công nghiệp Dệt may                                      | Nikita Ryzhov (1907-1996)                                     |                               | 9/1955-5/1956                 |                                            |
| -   | Bộ trưởng Bộ Công nghiệp Dệt may                                      | Bộ bị bãi bỏ                                                  | Bộ bị bãi bỏ                  | Bộ bị bãi bỏ                  | Bộ bị bãi bỏ                               |
| 1   | Bộ trưởng Bộ Xây dựng Giao thông                                      | Evgeniy Kozhevnikov (1905-1979)                               |                               | 8/1954-3/1958                 |                                            |

## Ủy ban Nhà nước trực thuộc
| STT | Chức vụ                                                                              | Tên                                   | Nhiệm kỳ     | Nhiệm kỳ       | Ghi chú khác                    |
| --- | ------------------------------------------------------------------------------------ | ------------------------------------- | ------------ | -------------- | ------------------------------- |
| 1   | Chủ nhiệm Uỷ ban An ninh Quốc gia                                                    | Ivan Serov (1905-1990)                |              | 3/1954-3/1958  |                                 |
| 1   | Chủ nhiệm Ủy ban Kế hoạch Nhà nước                                                   | Maksim Saburov (1900-1977)            |              | 3/1954-5/1955  |                                 |
| 2   | Chủ nhiệm Ủy ban Kế hoạch Nhà nước                                                   | Nikolai Baibakov (1911-2008)          |              | 5/1955-5/1957  |                                 |
| 3   | Chủ nhiệm Ủy ban Kế hoạch Nhà nước                                                   | Joseph Kuzmin (1910-1996)             |              | 5/1957-3/1958  |                                 |
| 1   | Chủ nhiệm Ủy ban Kiểm soát Nhà nước Hội đồng Bộ trưởng                               | Georgy Enyutin (1903-1969)            |              | 12/1957-3/1958 |                                 |
| 1   | Chủ nhiệm Ủy ban Nhà nước về Công nghiệp Hàng không                                  | Pyotr Dementev (1907-1977)            |              | 12/1957-3/1958 |                                 |
| 1   | Chủ tịch Uỷ ban Nhà nước về điện tử phát thanh                                       | Valery Kalmykov (1908-1974)           |              | 12/1957-3/1958 |                                 |
| 1   | Chủ nhiệm Ủy ban Nhà nước về Xây dựng                                                | Konstantin Sokolov (1903-1983)        |              | 3/1954-3/1955  |                                 |
| 2   | Chủ nhiệm Ủy ban Nhà nước về Xây dựng                                                | Vladimir Kucherenko (1909-1963)       |              | 3/1955-3/1958  |                                 |
| 1   | Chủ nhiệm Ủy ban Nhà nước về Đóng tàu                                                | Boris Evstafievich (1907-1976)        |              | 12/1957-3/1958 |                                 |
| 1   | Chủ nhiệm Ủy ban Giám sát An toàn Lao động trong Công nghiệp và khai thác khoáng sản | Alexander Zademidko (1908-2001)       |              | 7/1954-1/1955  | Ủy viên Trung ương Đảng từ 1956 |
| 2   | Chủ nhiệm Ủy ban Giám sát An toàn Lao động trong Công nghiệp và khai thác khoáng sản | Andrei Stugarev (1907-1979)           |              | 1/1955-3/1958  |                                 |
| 1   | Chủ nhiệm Ủy ban Thể dục Thể thao                                                    | Romanov Nikolaevich (1913-1993)       |              | 3/1954-3/1958  |                                 |
| 1   | Chủ nhiệm Ủy ban Tiêu chuẩn và thiết bị đo lường                                     | Andrei Vyatkin (1903-1970)            |              | 8/1954-3/1958  |                                 |
| 1   | Chủ tịch Ủy ban Đặc biệt                                                             | Vasily Ryabikov (1907-1974)           |              | 4/1955-12/1957 |                                 |
| -   | Chủ tịch Ủy ban Đặc biệt                                                             | Bộ bị bãi bỏ                          | Bộ bị bãi bỏ | Bộ bị bãi bỏ   | Bộ bị bãi bỏ                    |
| 1   | Chủ nhiệm Ủy ban Nhà nước về Khoáng sản                                              | Lozhechkin Pavlovich (-)              |              | 7/1954-12/1957 |                                 |
| 2   | Chủ nhiệm Ủy ban Nhà nước về Khoáng sản                                              | Ilya Malyshev (1904-1973)             |              | 12/1957-3/1958 |                                 |
| 1   | Chủ nhiệm Ủy ban Thiết lập Lương hưu                                                 | Peter Moskatov (1894-1969)            |              | 3/1954-3/1958  |                                 |
| 1   | Chủ tịch Hội đồng Tôn giáo                                                           | Ivan Vasilevich Polyansky (1898-1956) |              | 3/1954-10/1956 | mất khi đang tại nhiệm          |
| 2   | Chủ tịch Hội đồng Tôn giáo                                                           | Aleksey Puzin (1904-1987)             |              | 7/1957-3/1958  |                                 |
| 1   | Tổng cục trưởng Tổng cục khí tưởng thủy văn                                          | Andrey Zolotuhin (1907-?)             |              | 7/1954-3/1958  |                                 |
| 1   | Chủ nhiệm Ủy ban Hàng không Dân dụng                                                 | Semen Zhavoronkov (1899-1967)         |              | 5/1954-1/1957  |                                 |
| 2   | Chủ nhiệm Ủy ban Hàng không Dân dụng                                                 | Pavel Zhigarev (1900-1963)            |              | 1/1957-3/1958  |                                 |
| 1   | Tổng biên tập ITAR-TASS                                                              | Nikolai Palgunov (1898-1971)          |              | 7/1954-3/1958  |                                 |